# Penne (Abruzzen)
Penne ist eine italienische Gemeinde mit 11.055 Einwohnern in der Provinz Pescara in der Region Abruzzen und ist Mitglied der Vereinigung I borghi più belli d’Italia (Die schönsten Orte Italiens).
Die Nachbargemeinden sind: Arsita (TE), Bisenti (TE), Castiglione Messer Raimondo (TE), Castilenti (TE), Civitella Casanova, Elice, Farindola, Loreto Aprutino, Montebello di Bertona und Picciano.

## Geschichte
Der Name Penne leitet sich von der Stadt Pinna ab. Bereits Plinius erwähnt Pinna als Hauptstadt der Vestiner. 
Für die Treue zur Zeit des Bundesgenossenkriegs (bellum sociale) wurde die Stadt zum Municipium ernannt und erhielt dadurch römisches Bürgerrecht.

## Sehenswürdigkeiten
Die ganze Altstadt, die ihren ursprünglichen Charakter im Zentrum bewahrt hat, ist eine einzige Sehenswürdigkeit. Besonders herauszuheben sind
- der Dom auf der höchsten Stelle der Stadt
- das Diözesanmuseum nahebei; es dient zugleich als Museum für wichtige antike und mittelalterliche Exponate
- Porta San Francesco, das barocke Eingangsportal in die vormals ummauerte Stadt.

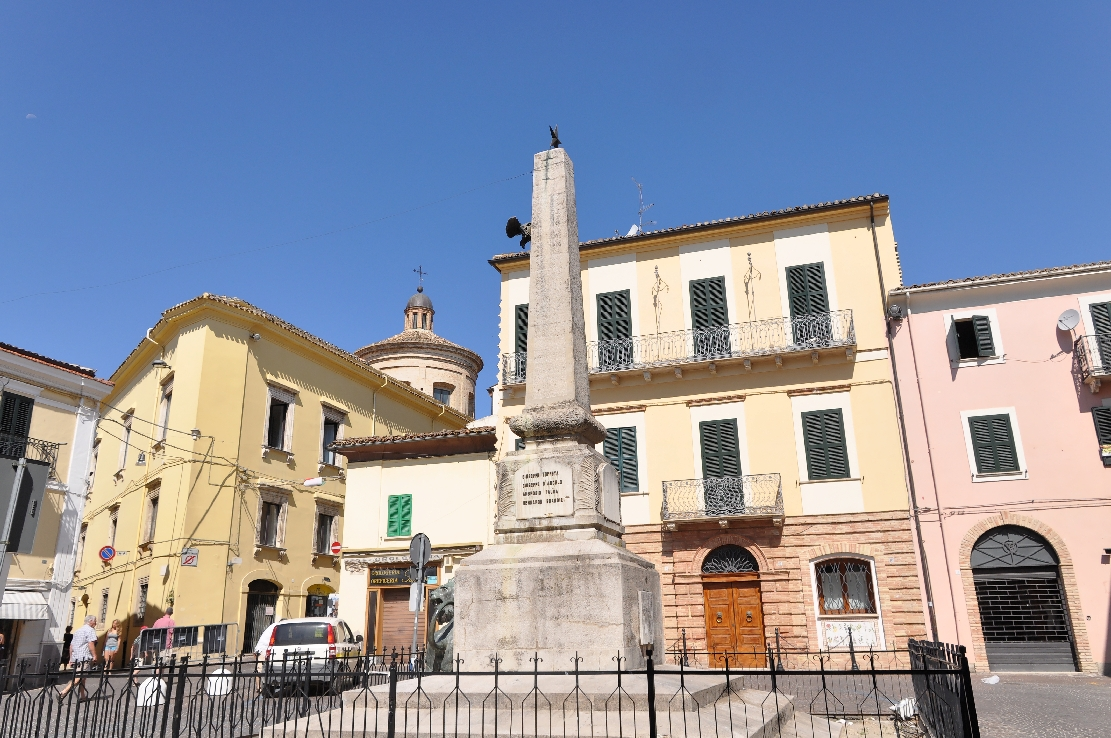
Im Zentrum von Penne
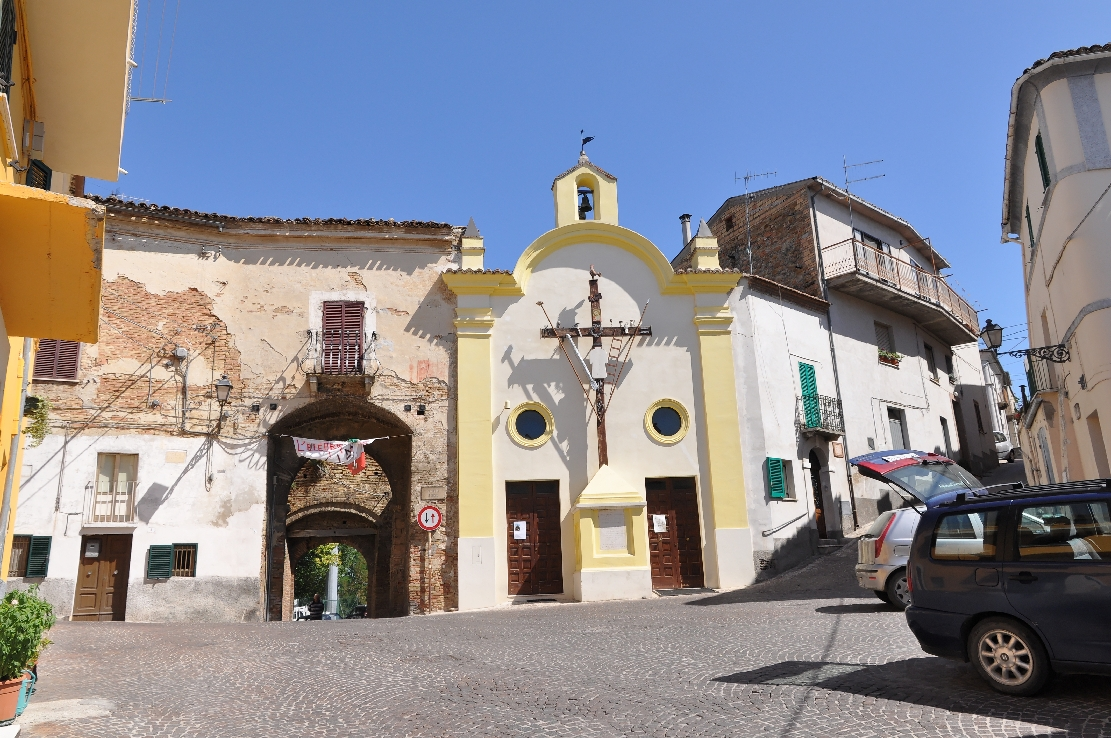
Chiesa di Santa Croce
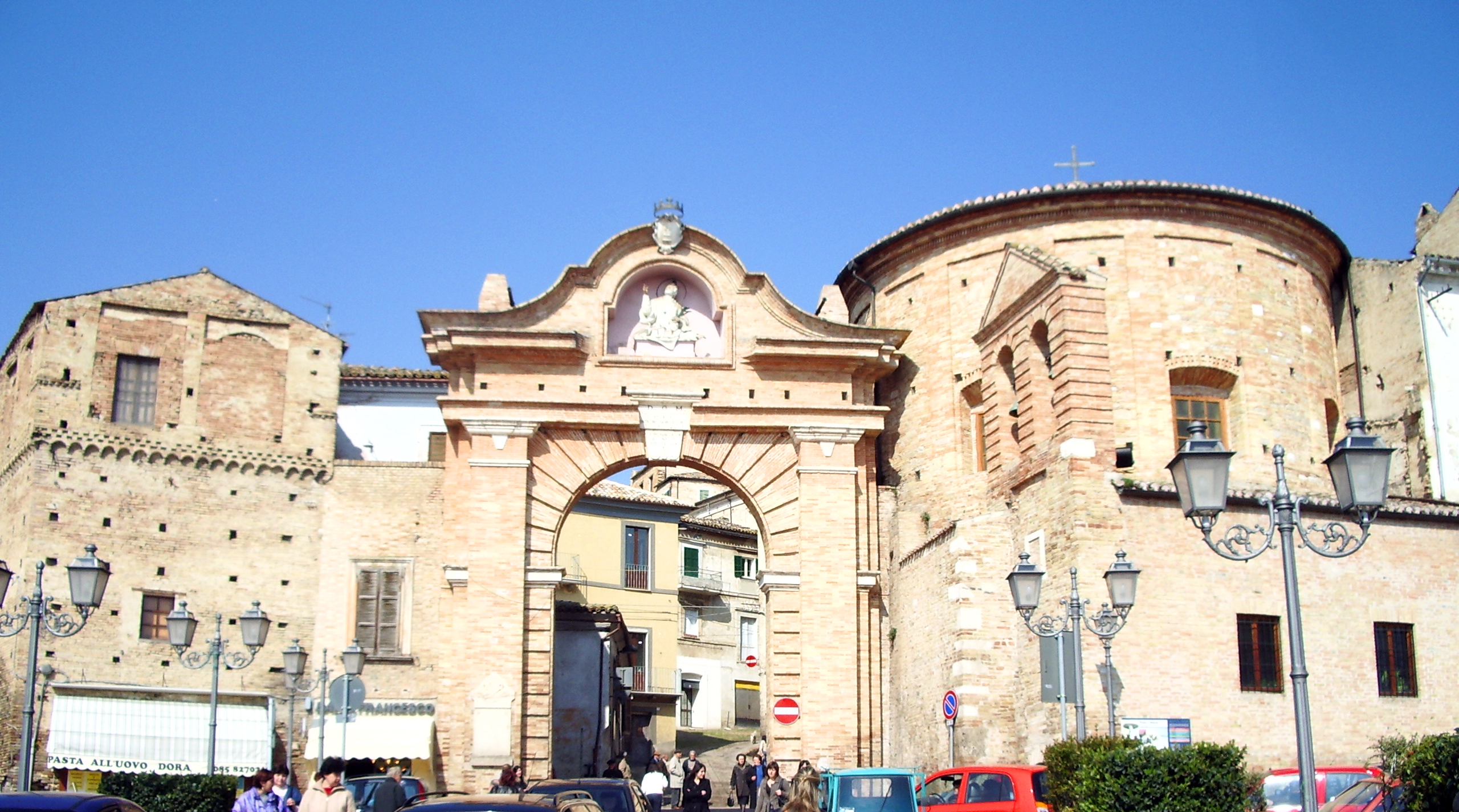
Porta San Francesco
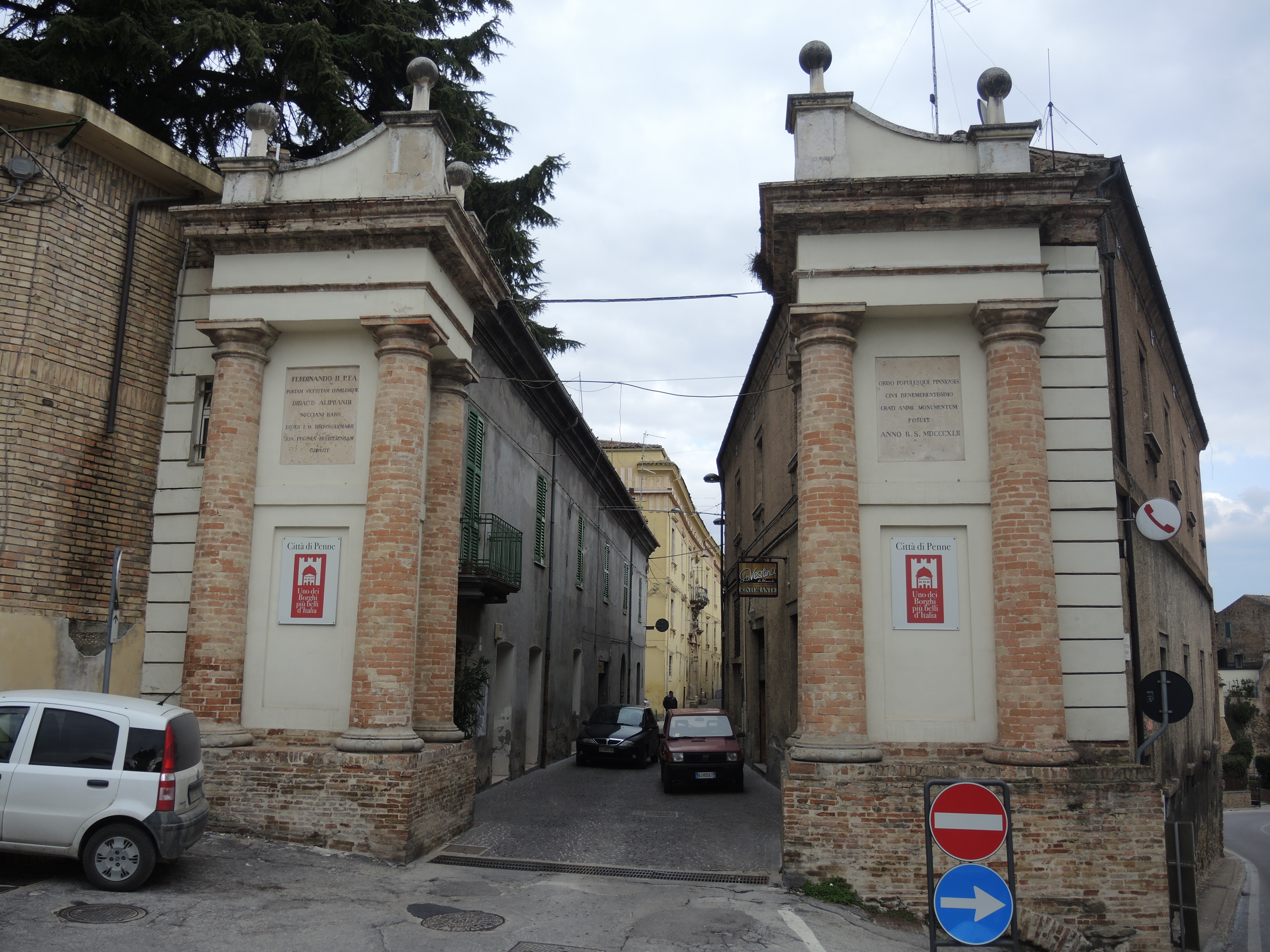
Porta della Ringa
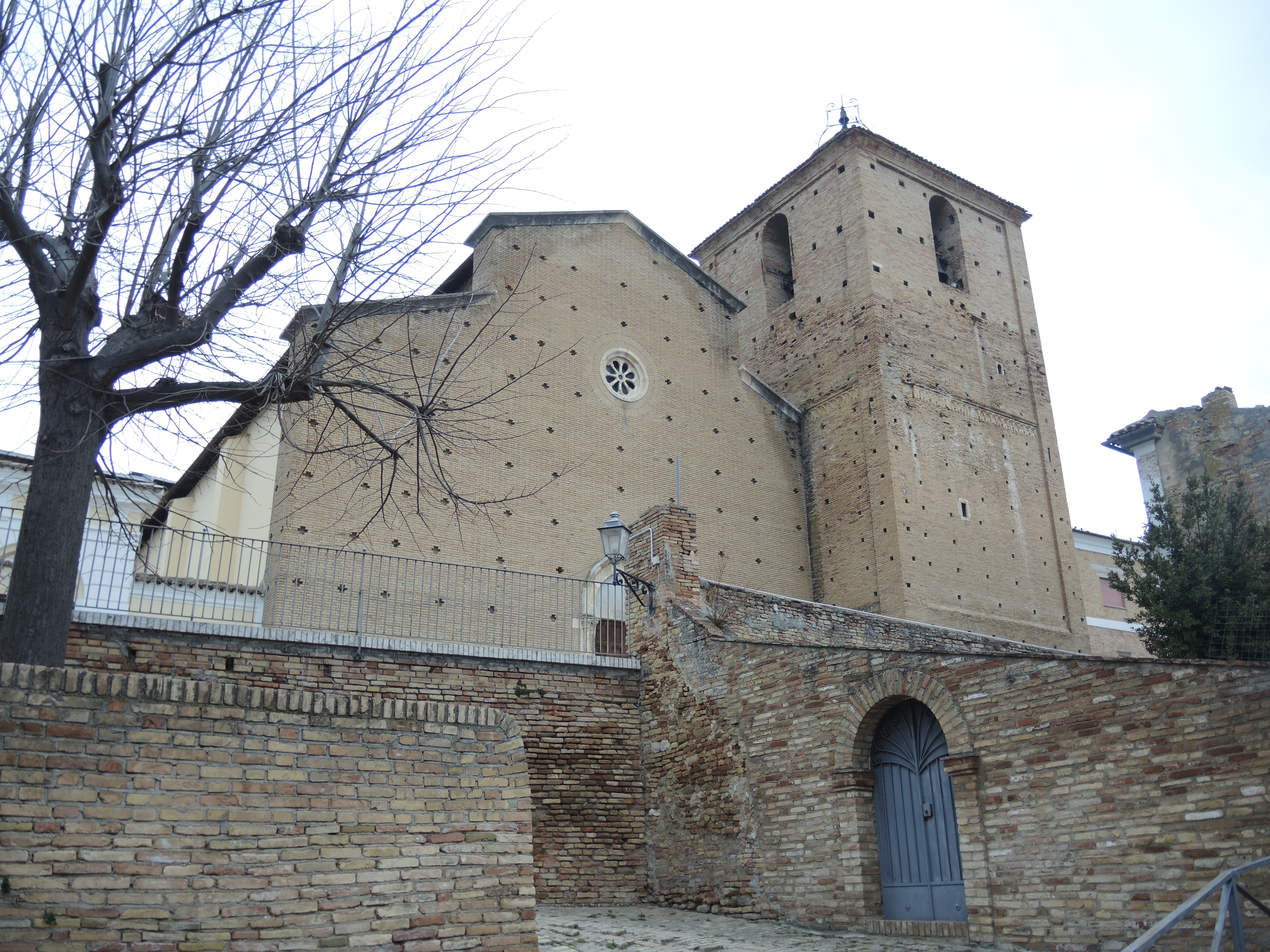
Blick zum Dom
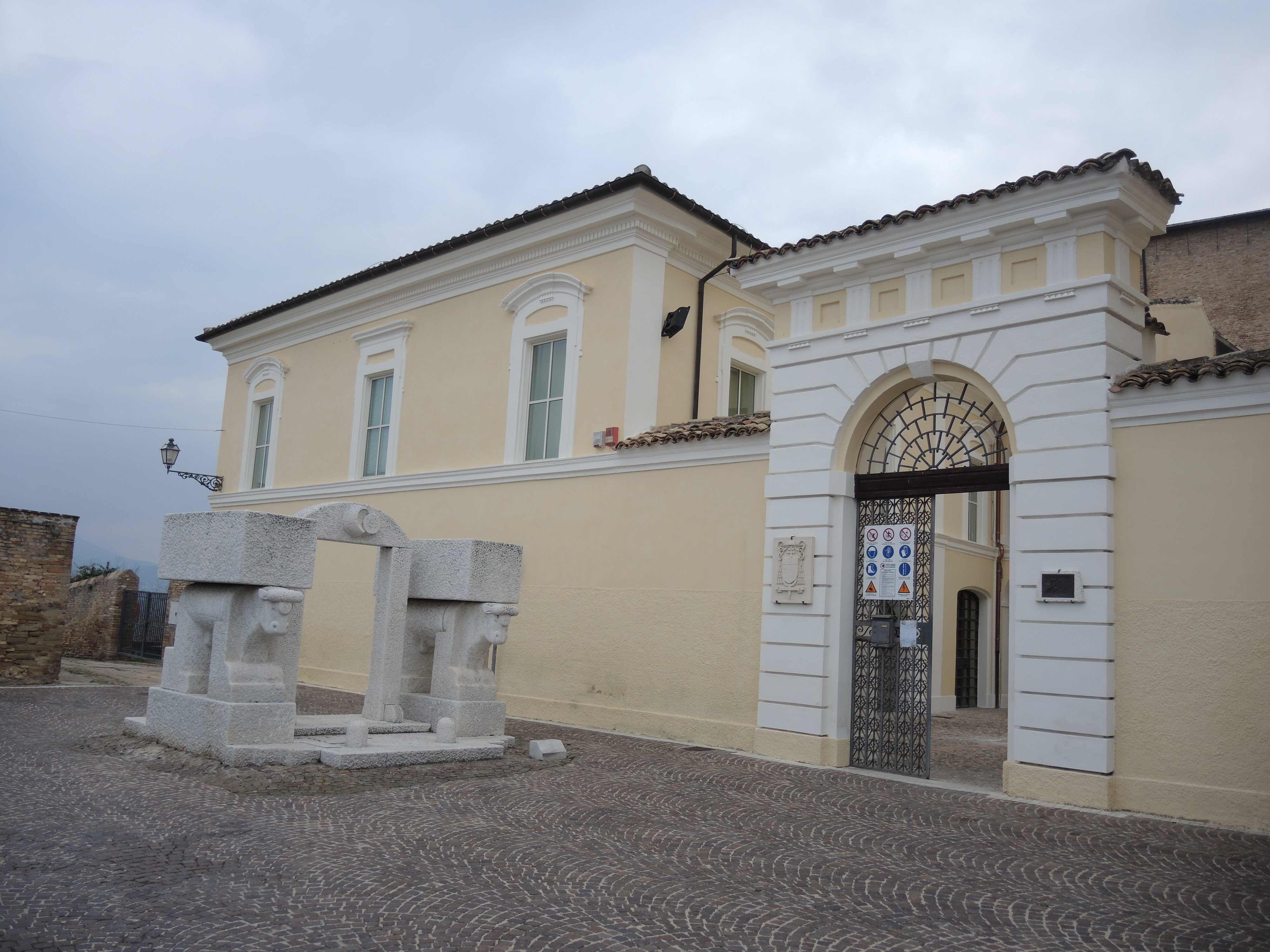
Diözesanmuseum

Jeden Samstag gibt es einen Wochenmarkt in Penne.

## Weinbau
In der Gemeinde werden Reben der Sorte Montepulciano für den DOC - Wein Montepulciano d’Abruzzo angebaut.

## Persönlichkeiten
- Nicola Perrotti (1897–1970), Lokalpolitiker, Arzt, Psychoanalytiker und sozialistischer Gesundheitspolitiker